# О’Брайен (клан)

Герб вождей клана О’Браєн.

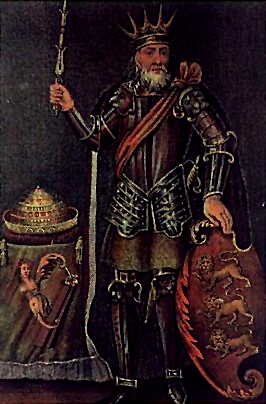
Бриан Бору (ок. 941—1014), король Мунстера (978—1014), верховный король Ирландии (1002—1014)

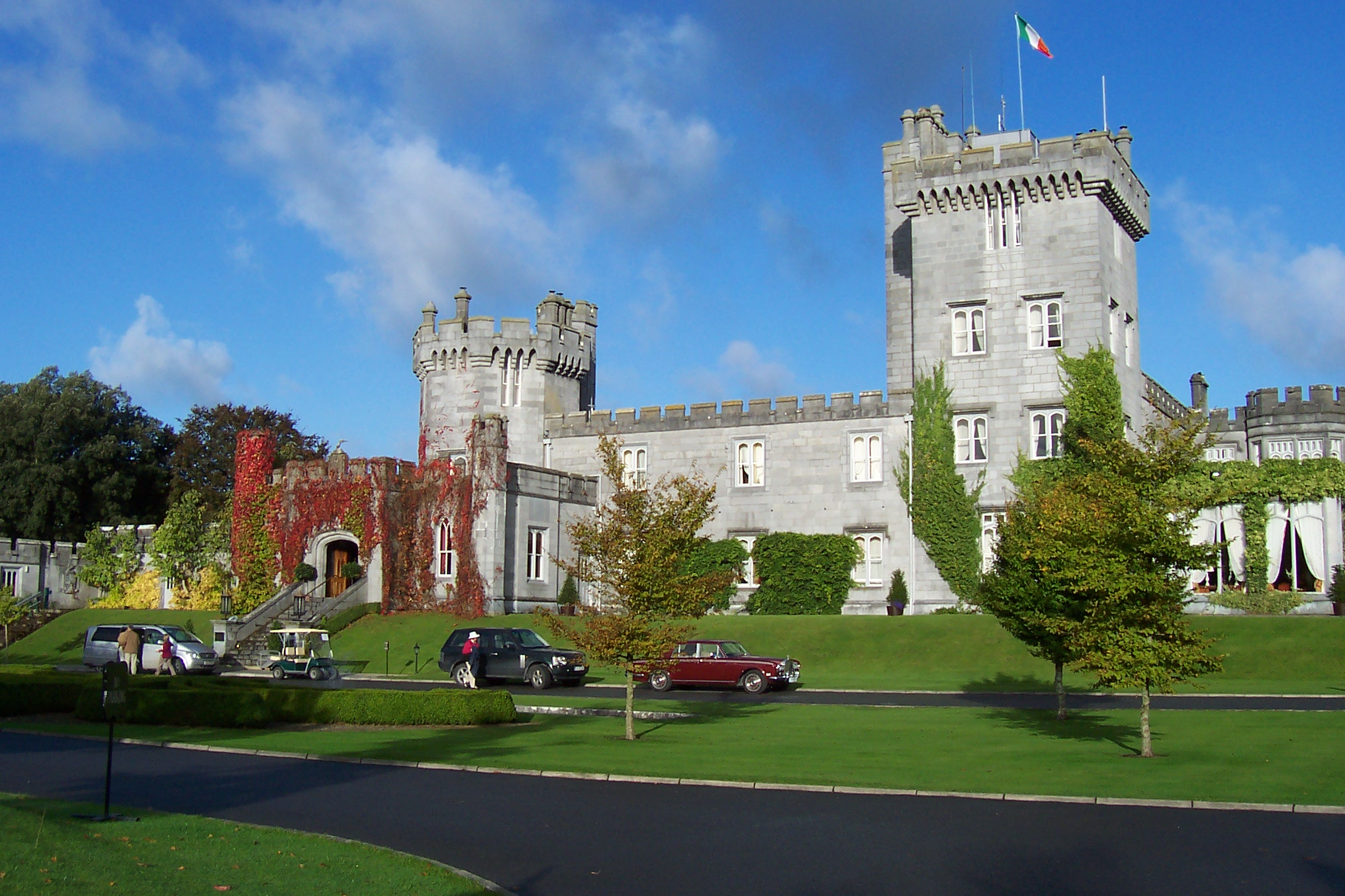
Замок Дромоленд

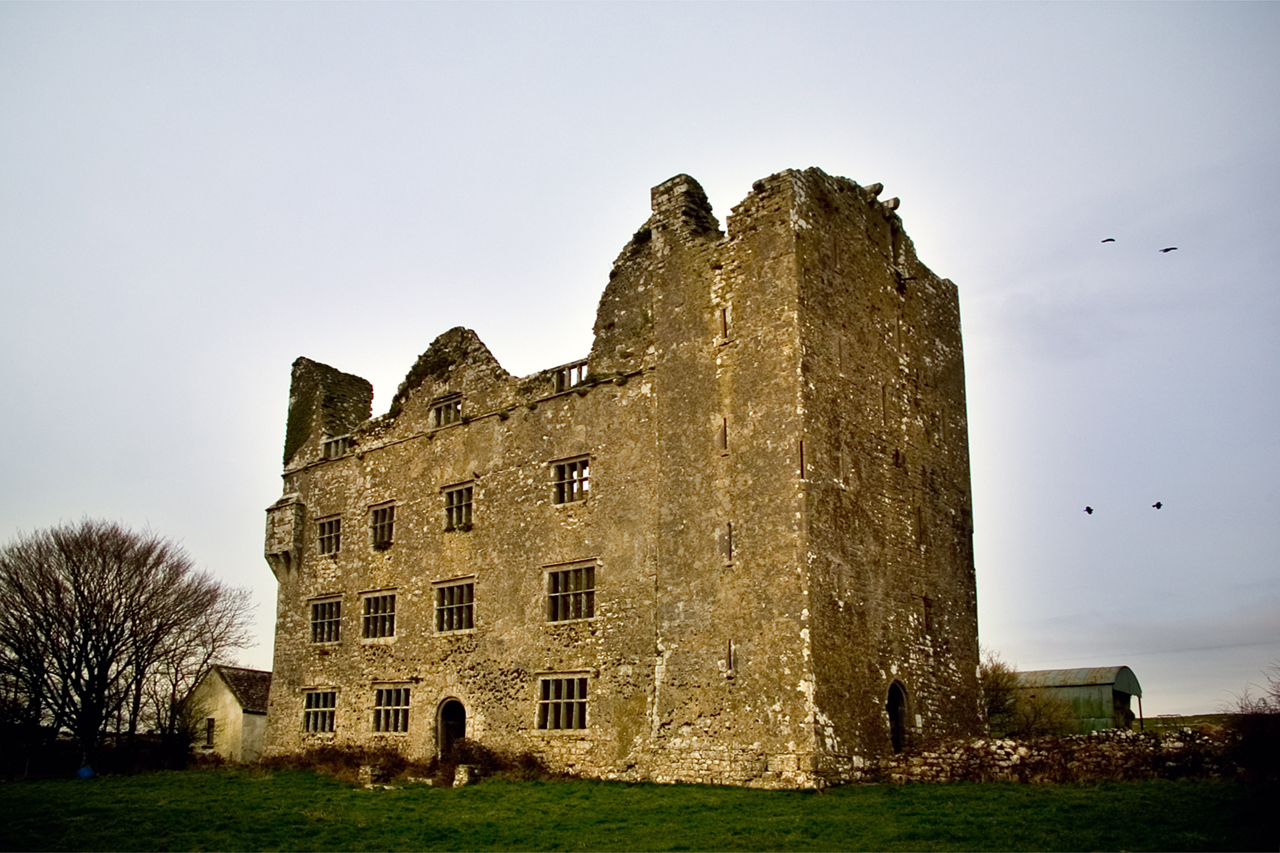
Замок Лиманех

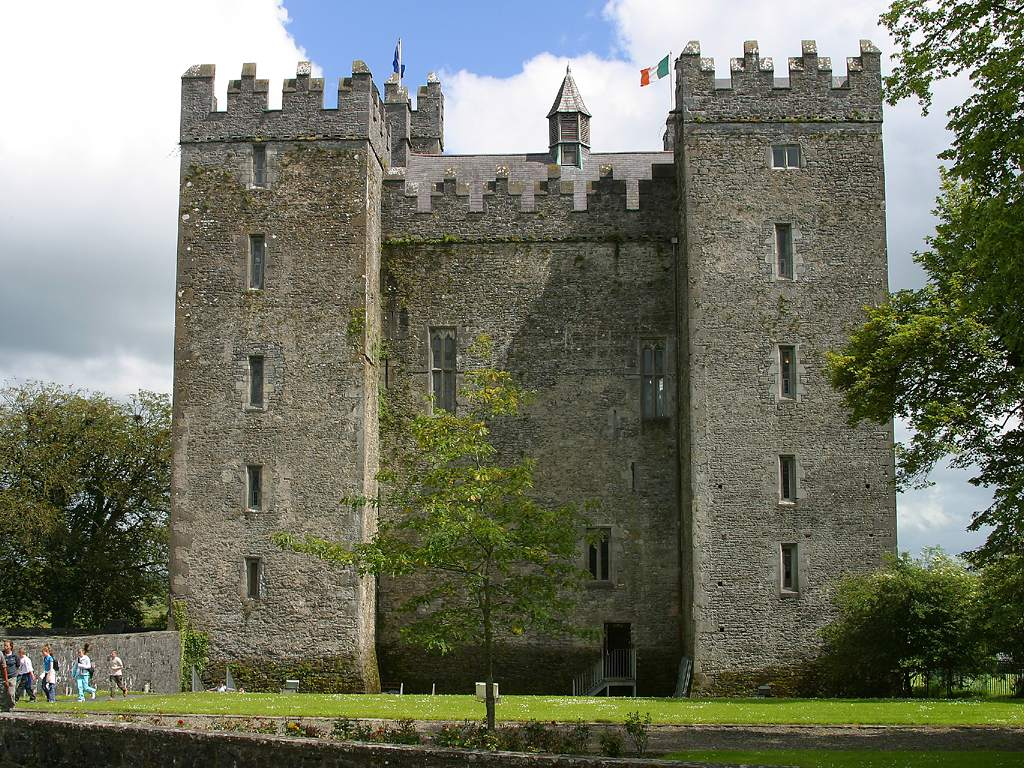
Замок Бунратти

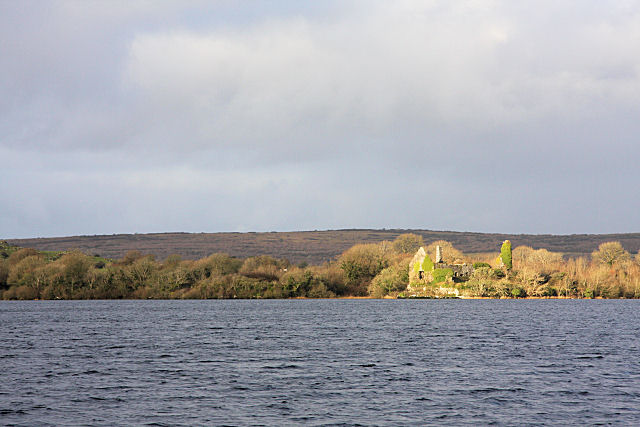
Замок Инчикуин на берегу озера Лох-Инчикуин

О’Брайен (ирл. Clan O'Brien, Ó Briain, Mac Brien, Bryan, O’ Bryan, Ua Briain) — один из древних ирландских кланов. Клан возник, как септ клана Дал Кайс, как королевская династия — потомки верховного короля Ирландии Бриана Бору.

## Титулы вождей клана О’Брайен
- Король Мунстера
- Король Кашеля
- Верховный король Ирландии (ирл. Ard Rí na hÉireann)
- Король Лимерика
- Король Дублина
- Король Мэна
- Король Островов
- Король Уотерфорда
- Король Томонда
- Граф Томонд
- Граф Инчикуин
- Маркиз Томонд
- Виконт Клэр
- Барон Инчикуин
- Граф Монктон
- Маркиз Сент-Джон

Основатель клана: Бриан Бору (941—1014) — верховный король Ирландии
Последний король клана: Мурроу О’Брайен (ирл. Murrough O'Brien) — король Томонда
Нынешний вождь клана: Конор О’Брайен (ирл. Conor O'Brien) — принц Томонд, 28-й барон Инчикуин.

## Происхождение названия и клана О’Брайен
Название О’Брайен означает «внуки Бриана». Бриан — это древнее ирландское имя, вероятно, кельтского происхождения. Что означает само имя не совсем понятно. Есть версия, что слово бриан происходит от кельтского bran — «ворона». Есть версия, что слово бриан происходит от кельтского bre- «холм» или «высокое место». То есть Бриан — высокий, видный. Так или иначе, но название клана в средневековой Ирландии означало исключительно «потомки Бриана Бору» — верховного короля Ирландии, который объединил Ирландию в 1002 году и погиб во время битвы с викингами под Клонтарфом в 1014 году. Сам Бриан Бору происходил из малоизвестной до того септа Уи Тойрделбайх (ирл. Ui Toirdealbhaigh) клана Дал Кайс, владевших землями в нынешних графствах Лимерик и Клэр. Клан О’Брайен связан с городом Киллало, где Бриан Бору имел замок Кинкора (ирл. Kincora) или Кенн Корад (ирл. Ceann Cora’dh). Бриан Бору был внуком Лоркайна и сыном Кеннетига (ум. 951) и его жены Бебинн (ирл. Bebinn). Их замок стоял у горы Сливе Бера (ирл. Slieve Beragh). Рядом была река Шаннон и озеро Лох-Дерг. Бриан Бору получил образование в монастыре Клонмакнойс и был коронован в замке на горе Кашел — Горе Королей.

## История клана О’Брайен
В 976 году Бриан Бору стал вождем клана Дал Кайс. Затем Бриан Бору победил и убил короля Маэлмуада мак Брайна из династии Ратлендских Эоганахтов, и сам стал королем Мунстера (Муму). Затем он начал войну против соседних королевств Коннахт, Миде, Брейфне и Лейнстер. Ему удалось покорить все королевства Ирландии и стать верховным королем Ирландии, основал новую династию и клан — О’Брайен. Только викинги, которые захватили часть Ирландии и основали свои королевства, такие как королевство Дублин и ещё отдельные ирландские кланы Лейнстера и некоторые линии О’Нейллов не признавали его власть. Но он сумел собрать армию и разбить викингов и их союзников в битве под Клонтарфом в 1014 году. Но в этой битве он погиб сам и поэтому Ирландии не суждено стать крепким объединённым королевством. Потомки Бриана Бору потеряли корону верховных королей Ирландии (хотя постоянно претендовали на неё) и продолжили править в королевстве Мунстер в ХІ — XII веках. Первым, кто использовал название клана О’Брайен был Доноу Кайбре О’Брайен (ирл. Donogh Cairbre o’brien) — сын короля Мунстера — Донала Мора. Его потомки разделились на ряд ветвей и септов. Постепенно королевство Мунстер пришло в упадок и уменьшилось в размере до королевства Томонд, которое существовало еще почти 500 лет.
Между 1206 и 1216 годами Донхада Кайрбрех О’Брайен (ирл. Donnchadha Cairbreach) основал свою столицу Эннис — теперь главный город графства Клэр. В 1247 году он же дал приют бродячим монахам, и они построили величественное и прекрасное аббатство Эннис — сейчас руины.
После Бриана Бору ещё четыре короля из клана О’Брайен правили в королевстве Манстер, еще два стали верховными королями Ирландии (хотя и не полностью контролировали Ирландию и не все их признавали верховными королями). После того, как королевств Мунстер (Муму) распалось на королевство Томонд, где продолжал править клан О’Брайен, и королевство Десмонд, где правил клан Маккарти, после короля Тайррделбаха Уа Конхобайра (ирл. Tairrdelbach Ua Conchobair), правившего в XII веке, династия клана О’Брайен династия имела тридцать королей королевства Томонд до 1542 года. В XIII веке клан О’Брайен воевал с англо-норманнскими завоевателями, которых в этой части Ирландии возглавляли графы де Клэр, пытавшиеся захватить королевство Томонд. Последним королем Томонда из клана О’Брайен был Мурроу О’Брайен, который признал верховную власть короля Англии Генриха VIII Тюдора. Он получил от английской короны титул графа Томонда, а его королевство превратилось в графство. Сегодня вождь клана О’Брайен носит титулы — принц Томонд и барон Инчикуин.
В течение всего средневековья, когда клан О’Брайен правил в королевствах Ирландии, должность вождя клана (а значит и короля) определялась ирландскими законами Танистри, а не правом первородства старшего сына, как это было принято среди королей Европы. Титул вождя клана и короля наследовал не сын, а самый достойный кандидат из мужчин клана, родственников умершего вождя и короля. Это приводило к ссорам и вражде с трагическими последствиями в самом клана. С 1542 года, когда последний король Томонда отрекся от престола, графы Томонд и клан О’Брайен принял систему первородства при наследовании титула и должности вождя клана.

## Замки клана О’Брайен
- Замок Инчикуин
- Замок Лиманех
- Замок Дромоленд
- Замок Бостон
- Замок Бунратти

## Короли Мунстера и Дублина,верховные короли Ирландиииз клана О’Брайен
- Доннхад мак Бриайн (ирл. Donnchad mac Briain) (ум. 1064), король Мунстера (1014—1064), верховный король Ирландии (1022—1064)
- Таг мак Бриайн (ирл. Tadc mac Briain) (985—1023), сводный брат предыдущего, убит в 1023 году Доннхадом
- Тойрделбах Уа Бриайн (ирл. Toirdelbach Ua Briain) (1009—1086), король Мунстера (1064—1086), верховный король Ирландии (1072—1086)
- Муйрхертах Уа Бриайн (ирл. Muirchertach Ua Briain) (ок. 1050—1119), король Мунстера (1086—1114, 1115—1116, 1118—1119), верховный король Ирландии (1101—1119)
- Домналл Геррламках (ирл. Domnall Gerrlámhach) (ум. 1135), король Дублина (ок. 1094—1102, 1103—1118)
- Конхобар Уа Конхобайр (ирл. Conchobar Ua Briain) (умер в 1144), король Дублина (1126—1127)
- Диармайт Уа Бриайн (ирл. Diarmait Ua Briain) (ок. 1060—1118), король Мустера (1114—1115, 1116—1118)
- Бладмуньйо (норв. — Bjaðmunjo Mýrjartaksdóttir), одна из дочерей Муйрхертаха Уа Бриайн, жена с 1103 года Сигурда Крестоносца (ок. 1090—1130), короля Норвегии.

## Графы Томонд
- Мурроу О’Брайен (ирл. Murrough O’Brien) (ум. 1559), последний король Томонда (1539—1543), 1-й граф Томонд (1543—1551)
- Доннхад О’Брайен (ирл. Donough O’Brien) (ум. 1553), 2-й граф Томонд (1551—1553)
- Коннор О’Брайен (ирл. Connor O’Brien) (ок. 1535—1581), 3-й граф Томонд (1553—1581)
- Доннхад О’Брайен (ирл. Donogh O’Brien) (ум. 1624), 4-й граф Томонд (1581—1624)
- Генри О’Брайен (ирл. Henry O’Brien) (ок. 1588 — 26 июля 1639), 5-й граф Томонд (1624—1639)
- Барнабас О’Брайен (ирл. Barnabas O’Brien) (ок. 1590—1657), 6-й граф Томонд (1639—1657).

## Графы Инчикуин
- Мурроу О’Брайен (ирл. Murrough O’Brien) (1614—1674), 1-й граф Инчикуин (1654—1674)
- Уильям О’Брайен (ирл.  William O’Brien) (1700—1777), 4-й граф Инчикуин (1719—1777).

## Маркизы Томонд
- Мурроу О’Брайен (ирл. Murrough O’Brien) (1726—1808), 1-й маркиз Томонд (1800—1808)
- Джеймс О’Брайен (ирл. James O’Brien) (1768—1855), 3-й и последний маркиз Томонд (1846—1855).

## Виконты Клэр
- Дэниэл О’Брайен (ирл. Daniel O’Brien) (ок. 1577—1663), 1-й виконт Клэр (1662—1663)
- Дэниэл О’Брайен (ирл. Daniel O’Brien) (ум. 1691), 3-й виконт Клэр (1670—1691).

## Известные и выдающиеся люди из клана О’Брайен
- О'Брайен, Алекс (род. 1970) — американский теннисист.
- О'Брайен, Даниэль (род. 1990) — австралийская фигуристка.
- О'Брайен, Дилан (род. 1991) — американский актер, музыка.
- О'Брайен, Джеймс (1842—1930) — британский ботаник
- О'Брайен, Джек (род. 1939) — американский режиссер, продюсер, писатель, поэт.
- О'Брайен, Джон (1960—1994) — американский писатель.
- О'Брайен, Джон Патрик (род. 1977) — американский футболист.
- О'Брайен, Джордж (1899—1985) — американский актер.
- О'Брайен, Кит Майкл Патрик (род. 1938) — шотландский кардинал.
- О'Брайен, Конан (род. 1963) — американский комик.
- О'Брайен, Конор Круз (1917—2008) — ирландский политик, ученый, писатель.
- О'Брайен, Кэти (род. 1986) — британская теннисистка.
- О'Брайен, Френсис Лоуренс (1917—1990) — политический деятель.
- О'Брайен, Майк (разработчик игр) — программист.
- О'Брайен, Маргарет (род. 1937) — американская актриса.
- О'Брайен, Натали (род. 1971) — американская актриса.
- О’Брайен, Патрик (1847—1917) — ирландский политик.
- О'Брайен, Перри (1932—2007) — американский спортсмен, чемпион.
- О'Брайен, Пэт) (род. 1968) — американский музыкант.
- О'Брайен, Соледад (род. 1966) — американская телеведущая.
- О'Брайен, Спенсер (род. 1988) — канадская сноубордистка.
- О'Брайен, Тимоти Уильям (род. 1946) — американский писатель.
- О'Брайен, Тина (род. 1983) — английский актриса.
- О'Брайен, Уильям (1852—1928) — ирландский журналист и политик-националист.
- О'Брайен, Уильям Смит (1803—1864) — ирландский руководитель восстания в Типперэри(1848 год).
- О'Брайен, Фергал (род. 1972) — ирландский игрок в снукер.
- О'Брайен, Фитц Джеймс (1828—1862) — ирландский и американский писатель.
- О'Брайен, Эд (род. 1968) — британский музыка, гитарист.
- О'Брайен, Эдвард Джозеф Гаррингтон (1890—1941) — американский писатель, поэт, редактор и составитель антологий из произведений английской и американской литературы.
- О'брайен, Фредерик Эдвин (род. 1939) — американский кардинал римско-католической церкви.
- О’Брайен, Эдмонд (1915—1985) — американский актёр.
- О’Брайен, Эдна (род. 1930) — ирландская писательница.
- О’Брайен, Энди (род. 1979) — ирландский футболист.